# مايكل كوبر
مايكل كوبر (بالإنجليزية: Michael Cooper) مواليد 15 أبريل 1956 في لوس أنجلوس، هو لاعب كرة سلة أمريكي تحول إلى التدريب بعد الاعتزال حيث درب فريق جامعة كاليفورنيا الجنوبية للسيدات. بدأ مسيرته الاحترافية في سنة 1978 يدرب في مؤسسة النساء الدولية لكرة السلة. يبلغ طوله 6 قدم 5 بوصة (2.0 م). اعتزل اللعب في 1991.

## فرق لعب لها
- لوس أنجلوس ليكرز
- فيرتوس روما

## روابط خارجية
- مايكل كوبر على موقع إن بي أي (الإنجليزية)
- مايكل كوبر على موقع سبورتس رفرنس (الإنجليزية)
- مايكل كوبر على موقع كلية كرة السلة في سبورتس رفرنس.كوم (الإنجليزية)
- مايكل كوبر على موقع ريلجم (الإنجليزية)
- مايكل كوبر على موقع بروبوليرز (الإنجليزية)
- مايكل كوبر على موقع سبورتس رفرنس (الإنجليزية)
- مايكل كوبر على موقع سبورتس رفرنس (الإنجليزية)
- مايكل كوبر على موقع كلية كرة السلة في سبورتس رفرنس.كوم (الإنجليزية)
- مايكل كوبر على موقع قاعة نيو مكسيكو للمشاهير الرياضية (الإنجليزية)